# Anacampserotaceae
Anacampserotaceae es una familia de plantas eudicotiledóneas perteneciente al orden Caryophyllales. La familia fue propuesta en 2010, en un trabajo en el que se analiza la polifilia del suborden Portulacineae de las cariofilales, sobre la base de evidencia morfológica y molecular. Dentro de las anacampserotáceas se incluyen tres géneros, Anacampseros, Grahamia y Talinopsis, los cuales  se disponían previamente dentro de la familia de las portulacáceas. Esta familia ha sido aceptada por el sistema de clasificación APG III.